# Enoch W. Eastman

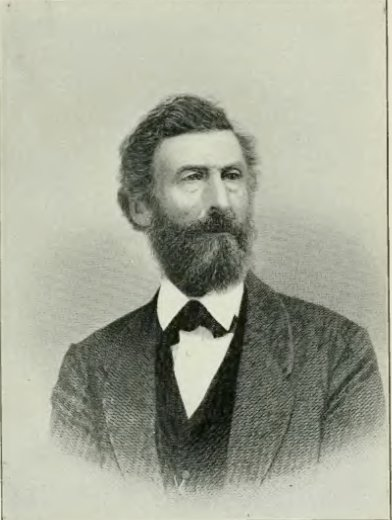
Enoch W. Eastman

Enoch Worthen Eastman (* 15. April 1810 in Deerfield, Rockingham County, New Hampshire; † 9. Januar 1885 in Eldora, Iowa) war ein US-amerikanischer Politiker. Zwischen 1864 und 1866 war er Vizegouverneur des Bundesstaates Iowa.

## Werdegang
Enoch Eastman erhielt zunächst eine eher schlechte Schulausbildung. Er verdiente sich das nötige Geld zur Verbesserung seiner Bildung durch harte Arbeit. Nach einem Jurastudium und seiner Zulassung als Rechtsanwalt begann er in New Hampshire in diesem Beruf zu arbeiten. Im Oktober 1844 verlegte er seinen Wohnsitz und seine Kanzlei nach Burlington in Iowa. Über Oskaloosa kam er im Herbst 1857 nach Eldora. Seine Anwaltskanzlei war sehr erfolgreich.
Politisch gehörte er bis 1857 der Demokratischen Partei an. Dann wechselte er zu den Republikanern. 1864 wurde er an der Seite von William M. Stone zum Vizegouverneur von Iowa gewählt. Dieses Amt bekleidete er zwischen 1864 und 1866. Dabei war er Stellvertreter des Gouverneurs und Vorsitzender des Staatssenats. Einer seiner politischen Hauptthemen war die Bildungspolitik.
Im Jahr 1883 wurde Enoch Eastman in den Senat von Iowa gewählt. Dieses Mandat bekleidete er bis zu seinem Tod am 9. Januar 1885.